# دوار هيشر
دوار هيشر مدينة تونسية تقع في ولاية منوبة التي تقع في الضاحية الغربية للعاصمة تونس. تعرف المدينة للدور السياسي الكبير الذي لعبه متساكنيها خاصة الشباب منهم في أحداث الثورة التونسية في 2010 و2011.

## جغرافية المدينة
تقع المدينة على بعد بضعة كيلومترات من وسط مدينة تونس العاصمة على طريق واد الليل. يحدها حي التضامن من الشرق، ومنوبة من الغرب، وحي الدندان من الجنوب، و وادي الليل من الشمال. و تمتد على مساحة جملية تناهز1125 هكتار.

### تاريخها
تأسّست دائرة دوار هيشر سنة 1988 و كانت في بادئ الأمر تابعة لولاية أريانة حتى سنة 2001 تاريخ خلق ولاية منوبة بمقتضى الأمر عـ805ـدد لسنة 2001 المؤرخ في 10 أفريل 2001. في بادئ الأمر كانت مندمجة مع دائرة منّوبة (منّوبة – التّضامن) ثم وقع تقسيمها من جديد إلى دائرتين (التّضامن ودوّار هيشر) ثم قُسّمت من جديد إلى دائرتين (دوار هيشر وحي خالد بن الوليد).

### التقسيم الإداري
إداريًا، دوار هيشر تابعة لولاية منوبة. و لها بلدية ومعتمدية يبلغ عدد سكانها 82,532 نسمة في عام 2014 ، مما يجعلها واحدة من أهم المدن في ضواحي تونس. إلى جانب دوار هيشر، يوجد بالبلدية أحياء أخرى مثل حي النسيم، حي الرياض، حي الشبيب وحي خالد بن الوليد.
وهي متكونة من 18 حي من بينهم المنطقة الصناعية، دوارهيشرالمدينة، حي الحبيب ثامر، حي علي البلهوان، حي سيدي بوشوشة، حي المشتل، حي العهد الجديد، حي النسيم، حي التحول، حي خالد، بن الوليد، حي الرياض، حي الحرية، حي السلامة، حي الطيب المهيري، حي علي الزواوي، حي الشباب، حي التقدم وحي 7 نوفمبر .
و بها 5 عمادات وهي : عمادة دوارهيشر، عمادة خالد بن الوليد، عمادة الرياض، عمادة النسيم وعمادة الشباب.

### المجلس البلدي
يبلغ عدد أعضاء المجلس البلدي بدوارهيشر خلال الفترة النيابية 2005-2010 30 عضوا من بينهم :
- رئيس البلدية
- مساعد أوّل
- مساعدين : 08
- مستشار:20

تتفرع عن المجلس البلدي 08 لجان قارّة و03 لجان غير قارة تتوزع كالآتي :

#### اللجان القارة
- الشؤون الإدارية والمالية
- الأشغال والتهيئة العمرانية
- الصحة والنظافة والعناية بالبيئة
- الشؤون الإقت صادية
- الشؤون الإجتماعية والأسرية
- الشباب والرياضة والثقافة
- التعاون والعلاقات الخارجية
- لجنة العمل التطوعي

#### اللجان غير القارة
- لجنة مراجعة معاليم الجباية المحليّة
- لجنة التبتيت

تشارك البلدية كل معطياتها ومستجداتها و احصائياتها عبر موقع رسمي حيث توجد محاضر الجلسات والبلاغات و الاعلانات والتقارير كما تعرض كل المعلومات التي تخص خدماتها الادارية.

## السكان
دوار هيشر بالأساس تركز لأحياء عشواشية ظهرت في السبعينيات حول قرية صغيرة (دوار هي كلمة عربية تعني المخيم وفي القرية الموسعة) و تطورت مع الوقت. تطورها الديموغرافي المذهل مقارنة بباقي ضواحي تونس الكبرى هو نتيجة النزوح الريفي الذي عانت منه تونس من الثلاثينيات حتى الثمانينيات، وخاصة من المناطق الريفية في غرب تونس، وتشريد السكان من المركز القديم ( المدن العتيقة بشكل رئيسي) نحو مساحة في عملية التحضر مما يسمح بتوسيع الإسكان وذلك عن طريق البناء الذاتي.
ازداد عدد سكان دوار هيشر في العقد الأول من القرن الحادي والعشرين، من 75959 نسمة تشكل 15652 أسرة و 16697 مسكنًا، وفقًا لتعداد 2004 ، إلى 84.090 نسمة مجمعة في 20773 عائلة و 23.065 مسكنًا، وفقًا للتعداد 2014. في نفس التاريخ، هناك غلبة طفيفة للذكور في السكان، مع 42,706 نسمة مقابل 41,384 نسمة.

## دوار هيشر والسياسة

### قبل الثورة
كان الشعب التونسي قبل الثورة يعيش تحت نظام دكتاتوري يمارس القمع والتهميش في البلاد. وكان شباب دوار هيشر قبل الثورة يعاني من التهميش في المجال السياسي والاجتماعي والاقتصادي. بالفعل لقد كان شباب دوار هيشر مغيبا ومبعدا عن المشاركة في الحياة السياسية التي كانت منعدمة في البلاد قبل الثورة، زيادة عن الأوضاع الاقتصادية الهشة لشباب الذي يعاني من البطالة والتغيب والإقصاء وعنى كثيراً من التمييز. كل هذه العوامل ادة إلى تأزم الوضع وسبب عند شباب احتقان كبيراً مما أدى إلى اشتعال الاحتجاجات مطالبة بتغيير الوضع ومطالبة بثورة.

### بعد الثورة
إثر اندلاع الثورة وهروب الرئيس السابق زين العابدين بن علي تغير الوضع السياسي في دوار هيشر وأصبحت مملرسة الحريات والتعبير عن الرأي والمشاركة في الحياة السياسية أمرا ممكنا. وقد أصبح الشباب يمارس حرياته في جميع المجالات (الدين، سياسة، فن، حرية تعبير...). وقد برز بصيص امل لتغير الأوضاع وتحسن حالة الشباب في دوار هيشر. لكن لم يحصل التغير المأمول، صحيح انه أصبحت كل الحريات متاحة لدى الشباب لكن في المجال الاقتصادي لم يتغير الوضع بل زاد في تأزم. و وضل وضع الاقتصادي لشباب على ما هو عليه. ولم يتم تحقيق استحقاقات الثورة والشباب .

### النشاط الجمعياتي
يوجد في دوار هيشر العديد من جمعيات الناشطة والفاعلة في المجال الاجتماعي وتحاول جاهدة إلى نشر الوعي وتحسين وضعية المنطقة في جميع المجالات. وتمكين الشباب من تغيير وضعه وتمكينه من فرص متعددة. وكذالك تساهم الجمعيات بتعاون مع البلدية في إنشاء مرافق ترفهية في المدينة ذلك لأنها تفتقر لها.
رغم تواجد العديد من الجمعيات الناشطة في دوار هيشر لكن نشاطتهم لم تمس بشكل كافي الطبقة العمرية الشابة لأن حسب دراسات يوجد شاب على أربعة يمكنه يمكنه ذكر اسم جمعية واحدة ناشطة. وتنقسم الجمعيات إلى 55٪ ذات صبغة رياضية و 18,5٪ منها خيرية 10,5٪ دعوية و 10,3٪ جمعيات ثقافية. ونلاحظ حسب نفس الدراسة انه يوجد غياب لجمعيات الناشطة في مجال حقوق الإنسان.و يعود عزوف نسبة مهمة من شباب عن النشاط الجمعياتي لفقدنه الثقة بأن هذه المشاركة سوف تحدث تغيير في حياته وفي الجهاة.وكذلك لأن الجمعيات التي تنشط في مجال اهتمام الشباب عددها قليل وليس لديها إشعاع كبير نظرا لغياب الإمكانيات والتمويلات الكافية.

## الاقتصاد المحلي
من خصائص هذه المدينة أن لها منطقة صناعية تستقطب عدد كبيرا من العمال وصناعات متنوعة  تتوزع كالآتي :
- صناعة النسيج
- صناعة الخشب والأثاث
- صناعة الجلد
- صناعة الجليز
- صناعة الرخام
- صناعة الأبواب المعدنية
- صناعة الآلات الحديدية
- صناعة البلاستيك

يوجد في دوار هيشر العديد من الصناعات منها صناعة النسيج وصناعة الأثاث وصناعة الملابس الجاهزة وصناعة مواد البناء. و كذلك توجد ورشات صغرى لنجارة والحدادة و نجارة الألمنيوم ولرسكلة المواد البلاستيكية والحديدية. بإضافة لتواجد بعض الأنشطة الفلاحية التي في طور الاندثار والتراجع نظرا لزيادة عدد سكان والمباني.

## المنشات بدوار هيشر

### المنشات الادارية
| المكونات                         | عدد العملة |
| بلدية دوار هيشر                  | 225        |
| معتمدية دوار هيشر                | 25         |
| القباضة المالية                  | 13         |
| المركز الجهوي لمراقبة الاداءات   | 11         |
| الوحدة المحلية للعمل الاجتماعي   | 07         |
| مركز البريد بدوار هيشر           | 10         |
| مركز البريد شارع خالد عبد الوليد | 06         |
| الصندوق الوطني للتامين على المرض | 50         |

### المنشات الرياضية
- المركب الرياضي[10]
- الملعب الرياضي
- قاعة علي الزواوي
- دار الشباب

### المنشات الثقافية
- دار الثقافة[11]
- المكتبة العمومية
- فضاء نموذجي للمبادرة وتكوين ومرافقة باعثي المشاريع [10]

### المنشات الصحية
- مركز الصحة الانجابية[12]
- مستوصف دوار هيشر
- مستوصف حي النسيم
- مسنوصف خالد بن الوليد

### المناطق الخضراء
- حديقة على مستوى نهج البيت الأبيض.[13]

- حديقة حي السعادة.
- شارع البيئة.
- حديقة شارع المغرب العربي.
- حديقة قبالة المعتمدية

## دوار هيشر والثقافة

### البنية التحتية الثقافية
البنية التحتية الثقافية لمدينة دوار هيشر محدودة للغاية. لها مركز ثقافي واحد ومكتبتان عموميتان فقط . و على الرغم من هذه الموارد القليلة، ينشط المجتمع المدني المحلي وينظم أنشطة للشباب ويشركهم في نقاشات في المركز الثقافي بدوار هيشر وحتى خارجه. بالنسبة لكثير من الشباب، وخاصة الفتيات منهم، تمثل هذه الأنشطة الوسيلة الوحيدة للترفيه كذلك تقدم دار الثقافة عروض الافلام للاطفال بشكل منتظم، يليه أحيانًا اجتماعات أو ورش عمل يقودها محترفون اعتمادًا على موضوع الشهر 
يوجد في المدينة أيضًا ثلاثة مراكز تدريب للاشخاص المهتمين بالحرف اليدوية. كما توفر هذه المراكز للحرفيين مساحات لعرض وبيع منتجاتهم. تمتد سعتها الإجمالية على أكثر من 6000 م 22.
ووفقًا لدراسة أجرتها مجموعة من علماء الاجتماع حول الشباب من دوار هيشر وإتضامن، فإن 55٪ من الجمعيات النشطة هي رياضية و 18.5٪ غير ربحية و 10.3٪ ثقافية و 10.5٪ دينية. توضح هذه الدراسة أن واحدًا فقط من بين كل أربعة شباب يعرف ارتباطًا نشطًا واحدًا على الأقل في جوارهم .

### الإعلام
تضطلع المدينة براديو واب محلي يهتم بعرض المستجدات الثقافية والرياضية و الاخبار المحلية 

## دوار هيشر والرياضة
تتنوع الانشطة الرياضية بدوار هيشر بمختلف مركباتها وقاعاتها حيث توجد العاب كرة القدم  و العاب القوى والكرة الطائرة والريشة الطائرة والمصارعة 
|       | الجمعيات الرياضية | الجمعيات الرياضية | الجمعيات الرياضية | عدد المجازين في الرياضات الفردية | عدد المجازين في الرياضات الفردية | عدد المجازين في الرياضات الفردية | عدد المجازين الرياضات الجماعية | عدد المجازين الرياضات الجماعية | عدد المجازين الرياضات الجماعية |
| فردية | جماعية            | المجموع           | ذكور              | اناث                             | المجموع                          | ذكور                             | اناث                           | المجموع                        |                                |
| 1     | 2                 | 3                 | 159               | 84                               | 243                              | 366                              | 81                             | 447                            |                                |
| ----- | ----------------- | ----------------- | ----------------- | -------------------------------- | -------------------------------- | -------------------------------- | ------------------------------ | ------------------------------ | ------------------------------ |

## أعلام المدينة
- حمدي حشاد مهندس بيئي مختص في الشأن المناخي [9]
- أسامة الوسلاتي لاعب تايكوندو تونسي [بحاجة لمصدر]
- بلال النفزي ممثل تونس في بطولة العالم لرياضة اليوسيكان بيدو [11]